# توتوتاوا
توتوتاوا (به لاتین: Tututawa) یک منطقهٔ مسکونی در نیوزیلند است که در Stratford, New Zealand واقع شده‌است.